# Harbin Z-19
El Harbin Z-19 Black Whirlwind, también denominado inicialmente como ZW-19, es un helicóptero de ataque y reconocimiento ligero que fue desarrollado a partir del Harbin Z-9W por la Harbin Aircraft Manufacturing Corporation de la República Popular China para la Fuerza Aérea del Ejército Popular de Liberación y las unidades de aviación de las Fuerzas Terrestres del Ejército Popular de Liberación. Realizó su primer vuelo en 2011 y fue introducido al servicio durante 2012.

## Diseño y desarrollo
El Harbin Z-19 Black Whirlwind realizó su primer vuelo en 2011 y fue introducido al servicio en 2012. En la actualidad cuenta con más de 200 unidades producidas. Su diseñador general fue el ingeniero aeronáutico Wu Ximing (吴希明) del Instituto de Investigación 602, quien tras graduarse de la Universidad de Aeronáutica y Astronáutica de Nankín en 1984, se convirtió en una de las principales y más importantes figuras involucradas en el Programa 863 para el desarrollo de tecnologías avanzadas en una amplia gama de campos con el propósito de convertir a China en un Estado financieramente independiente de tecnologías extranjeras.
En la novena edición del Salón Aeronáutico de Zhuhai, celebrada en noviembre de 2012, la China Aviation Industry Corporation anunció formalmente los nombres oficiales de los helicópteros de ataque CAIC WZ-10 y Harbin WZ-19 mediante una conferencia de prensa televisada. Ambos helicópteros de ataque recibieron nombres de personajes ficticios de A la orilla del agua (水滸傳, Shuihu Zhuan), una de las cuatro grandes novelas clásicas de la literatura china. El CAIC WZ-10 fue denominado Lightning Fire (Pili Huo, 霹雳火), el apodo de Qin Ming en la novela, mientras que al WZ-19 se lo denominó Black Whirlwind (Hei Xuanfeng , 黑旋风), apodo de Li Kui, otro personaje de ficción de la novela.
Sin embargo, la designación del helicóptero posteriormente cambió de ZW-19 a Z-19, dado que la Fuerza Aérea del Ejército Popular de Liberación optó por utilizar la designación ZW (Wúrén Zhēnchá , 无人侦察, reconocimiento no tripulado) para sus vehículos aéreos no tripulados. De esta manera, estos helicópteros utilizados en China son designados Z-19 Black Whirlwind, mientras que sus variantes de exportación se las identificará como Wǔzhuāng Zhíshēngjī , 武装直升机, helicóptero de ataque).
El Harbin Z-19 es una versión mejorada de asientos en tándem del Harbin Z-9W, helicóptero que a su vez había sido una versión producida bajo licencia del Eurocopter Dauphin. Al igual que la aeronave en la que se basó, el Z-19 cuenta con un rotor de cola de tipo fenestron, característica que reduce el nivel de ruido y, por lo tanto, le permite lograr cierto nivel de sigilo acústico. Los escapes de sus dos motores turboeje WZ-8C también fueron diseñados para reducir la firma infrarroja del helicóptero, pero a diferencia de la mayoría de los otros helicópteros de ataque, el Z-19 carece de una ametralladora montada en la nariz o un cañón automático. Sin embargo, se encuentra equipado con un radar de control de tiro de ondas milimétricas, una torreta con una cámara FLIR, TV y un telémetro laser para el empleo de misiles aire-tierra. Sus dos tripulantes, sentados en asientos resistentes a choques y protegidos por blindaje, también pueden utilizar sistemas de visualización montado en casco (HMD).
El 18 de mayo de 2017, una variante de exportación del helicóptero, denominada Z-19E, realizó con éxito su primer vuelo en la provincia nororiental china de Heilongjiang. No obstante, hasta la fecha ningún país se ha visto interesado en adquirirlo.

## Operadores
República Popular China
- Fuerza Aérea del Ejército Popular de Liberación